# ユーリ・カレンガ
ユーリ・カレンガ（Youri Kalenga、1988年3月27日 - ）は、フランスのプロボクサー。コンゴ民主共和国キンシャサ出身。元WBA世界クルーザー級暫定王者。コンゴ民主共和国初のプロボクシング世界王者。

## 来歴
内戦が続くコンゴ民主共和国から家族とともにフランスに移住。グラヴリーヌに活動拠点が有り、現在も在住。
2010年2月27日、プロデビューを果たし3回TKO勝ちで白星でデビュー戦を飾った。
2011年2月12日、ヴァレリジス・グビンスと対戦し初回TKO勝ち。
2012年11月30日、ジョゾエフ・ナギーと対戦し2回KO勝ち。
2013年6月8日、20戦全勝のイアゴ・キラドゼと対戦し2回2分10秒KO勝ち。
2013年9月14日、空位のラトビアクルーザー級王座決定戦をアーツルス・クリカウスキスと対戦し、6回に偶然のバッティングでの減点が響き、プロ初黒星となる10回0-3(93-100、97-99、94-100)の判定負けを喫し王座獲得に失敗した。
2014年6月21日、モンテカルロのカジノ・ド・モンテカルロ内サル・メディシンでマーティン・マレーの前座で、WBA世界クルーザー級6位のマテウシュ・マステルナクとWBA世界クルーザー級暫定王座決定戦を行い、12回2-1(116-112、113-115、115-113)の判定勝ちを収め王座獲得に成功した。
2014年11月15日、オンタリオ州ミシサガのハーシー・センターでWBA世界クルーザー級2位の指名挑戦者デントン・デイリーと対戦し、12回1分52秒TKO勝ちを収め初防衛に成功した。
2015年1月19日、WBAから正規王者デニス・レベデフと王座統一戦の交渉を行い30日以内に対戦交渉で合意するよう指令が出た。同年2月20日を交渉期限に合意するように通達された。
2015年3月5日、WBAはデニス・レベデフとユーリ・カレンガの間で行われるWBA世界クルーザー級王座統一戦の入札を同月17日の午前11時にWBA本部で行うとの通知を出した。最低入札価格は20万ドルで、報酬の55%がレベデフに、残りの45%がカレンガに分配された。
2015年3月16日、レベデフ陣営とカレンガ陣営が同年4月10日にモスクワで対戦することで合意した為、デニス・レベデフとユーリ・カレンガの間で行われる王座統一戦の入札は中止となった。
2015年4月10日、モスクワのルジニキ・スタジアムで正規王者のデニス・レベデフと王座統一戦を行い、4回にダウンを奪うも7回にダウンを奪い返され、12回0-3（2者が112-115、111-116）の判定負けを喫し王座統一による2度目の防衛に失敗すると共に、10ヵ月保持していた暫定王座は正規王座に吸収される形で消滅した。
2016年5月20日、パリのパレ・デ・スポール・ポルト・ド・ヴェルサイユでデニス・レベデフのスーパー王座認定並びにベイブット・シュメノフの正規王座認定に伴いWBA世界クルーザー級2位のユニエル・ドルティコスとWBA世界クルーザー級暫定王座決定戦を行い、10回TKO負けを喫し1年ぶりの王座返り咲きに失敗した。
2017年9月9日、ハウテン州ケンプトンパークのエンペラーズ・パレスでケビン・レレナとIBO世界クルーザー級王座決定戦を行い、12回1-2（117-111、113-116、113-115）の判定負けを喫し王座獲得に失敗した。

## 獲得タイトル
- WBA世界クルーザー級暫定王座（防衛1）